# Sikandra
Sikandra é uma cidade e uma nagar panchayat no distrito de Kanpur Dehat, no estado indiano de Uttar Pradesh.

## Geografia
Sikandra está localizada a 25° 35′ N, 81° 59′ L. Tem uma altitude média de 85 metros (278 pés).

## Demografia
Segundo o censo de 2001, Sikandra tinha uma população de 10,884 habitantes. Os indivíduos do sexo masculino constituem 53% da população e os do sexo feminino 47%. Sikandra tem uma taxa de literacia de 58%, inferior à média nacional de 59.5%: a literacia no sexo masculino é de 64% e no sexo feminino é de 51%. Em Sikandra, 16% da população está abaixo dos 6 anos de idade.